# Poniro
Poniro, également orthographié Ponoro, est une localité située dans le département de Kampti de la province du Poni dans la région Sud-Ouest au Burkina Faso.

## Géographie
Poniro se trouve à environ 6 km au nord-est de Kampti, le chef-lieu du département, ainsi qu'à 5 km au nord-ouest de Kompi. Le village est traversé par la route nationale 12 menant à la frontière ivoirienne.

## Économie
L'économie du village est basée sur la pêche traditionnelle pratiquée dans le lac du barrage de retenue de Poniro, avec une production d'environ deux tonnes de poissons en 2007.

## Santé et éducation
Le centre de soins le plus proche de Poniro est le centre de santé et de promotion sociale de Kompi tandis que le centre médical est à Kampti et que le centre hospitalier régional (CHR) de la province se trouve à Gaoua.